# Murdo
Murdo är administrativ huvudort i Jones County i South Dakota. Orten har fått sitt namn efter Murdo MacKenzie, en skotsk affärsman som var av stor betydelse för utvecklingen av boskapsindustrin i USA. Enligt 2020 års folkräkning hade Murdo 475 invånare.